# Javier López (giocatore di calcio a 5)
Javier Martín López (Buenos Aires, 27 luglio 1982) è un giocatore di calcio a 5 argentino, campione sudamericano con la Nazionale argentina nel 2015.

## Carriera
Con la Nazionale maschile di calcio a 5 dell'Argentina ha vinto la Copa América 2015.

## Palmarès

### Nazionale
- Coppa America: 1
Ecuador 2015